# Mount Scenery
El Mount Scenery és un volcà potentialment actiu a l'Illa de Saba (Carib Neerlandès). L'última erupció fou al voltant de l'any 1640 i va provocar explosions i fluxos piroclàstics. El volcà encara es considera potencialment perillós. S'hi pot pujar per un sender de 1.064 esglaons que comença al poble de Windwardside. Els costats de la muntanya estan recoberts de selva pluvial secundària. A prop del cim, que sovint està cobert de boira, s'hi troben meliàcies
D'ençà que Saba va passar a formar part dels Països Baixos el 10 d'octubre del 2010, Mount Scenery és el punt més alt del territori neerlandès. Des del 1975, quan Surinam va assolir la independència, ja era la part més alt del Regne dels Països Baixos. A partir de 550 metres, Mount Scenery forma part del Parc Nacional Terrestre de Saba.